# Gran Hotel Bali
Le Gran Hotel Bali est un gratte-ciel abritant un hôtel 4 étoiles situé à Benidorm, dans la province d'Alicante, en Espagne.
Haut de 186 m et comportant 52 étages, c'est le plus haut hôtel d'Europe et un des plus hauts gratte-ciel d'Europe. Il était le plus grand bâtiment d'Espagne à partir de 2002, année de son inauguration, jusqu'en novembre 2006.
L'hôtel a été imaginé par l'architecte Antonio Escario. Il a une capacité de 776 chambres et peut accueillir jusqu'à 1 200 clients. Il n'est situé qu'à 400 m de la mer Méditerranée.
Chaque année l'hôtel accueille une course de montée des escaliers de l'édifice dont le record est détenu par un Australien qui les a montés en 4 minutes et 35 secondes.[réf. nécessaire]